# Pachymerellus zygethus
Pachymerellus zygethus är en mångfotingart som beskrevs av Chamberlin 1920. Pachymerellus zygethus ingår i släktet Pachymerellus och familjen storjordkrypare. Inga underarter finns listade i Catalogue of Life.